# فالبوگی بورووه
فالبوگی بورووه (به لهستانی:  Falbogi Borowe) یک روستا در لهستان است که در گمینا پومیخووک واقع شده‌است.